# Rita Franceschini
Rita Franceschini (* 7. März 1958 in Baden) ist eine Schweizer Sprachwissenschaftlerin.

## Leben und Wirken
Franceschini absolvierte an der Universität Zürich ein Studium der Romanistik und Germanistik, das sie 1987 mit dem Lizenziat abschloss. Von 1986 bis 1991 arbeitete sie als Forschungsassistentin am Lehrstuhl für Französische Sprachwissenschaft der Universität Basel. 1992 wurde sie an der Universität Zürich mit einer Dissertation über Metakommunikation promoviert. In den folgenden Jahren unterrichtete sie in Zürich, Basel, an der Universität Bergamo und am Middlebury College, ehe sie 1998–1999 in Basel ihre Habilitation in romanischer Philologie erlangte. 1999 erhielt Franceschini eine Berufung auf einen Lehrstuhl im Fachbereich Romanistik an der Universität des Saarlandes, 2000 wurde sie dort zur Universitätsprofessorin ernannt. Von 2004 bis 2021 war sie ordentliche Professorin für Sprachwissenschaft an der Freien Universität Bozen, die sie von 2004 bis 2008 als Rektorin leitete. Ihre besonderen Forschungsinteressen gelten unter anderem der Konversationsanalyse, dem Sprachkontakt, dem Code-Switching und dem Zweitspracherwerb. Franceschini gehört dem wissenschaftlichen Komitee von Ladinia – Sföi culturâl dai ladins dles Dolomites an.